# Het staartendorp
Het staartendorp is het 15de stripverhaal van Jommeke. De reeks wordt getekend door striptekenaar Jef Nys.

## Personages
- Jommeke
- Flip
- Filiberke
- Pekkie
- professor Gobelijn
- kleine rollen : Annemieke, Rozemieke, Theofiel, Marie, dokter Zonnedorp

## Verhaal
Het verhaal start wanneer Pekkies staart per ongeluk afgeknipt wordt met een snoeischaar. Jommeke en zijn vrienden besluiten de hulp van professor Gobelijn in te schakelen in de hoop dat hij een nieuwe staart kan laten groeien. Gobelijn is net bezig een nieuwe uitvinding te testen, een machine waarmee men kan zwemmen zonder het te kunnen. Dat zorgt voor de nodige verwarring. Daarna wijdt Gobelijn zich aan het staartgroeimiddel, wat met succes lukt. Gobelijn maakte meteen hele voorraad om ook andere dieren te kunnen helpen. Op dat moment komt er iemand van de gemeente langs. De burgemeester van het dorp had Gobelijn gevraagd een reinigingsmiddel voor de buizen van de waterleiding te maken. Door de verstrooidheid van Gobelijn worden de kisten met het staartgroeimiddel in de waterleiding gegooid.
Enkele dagen later is de verwarring in het dorp groot. De ene persoon na de andere blijkt een staart te hebben gekregen. Zo heeft Jommekes vader Theofiel een leeuwenstaart en de dokter van het dorp een kangoeroestaart. Ook de dieren, zoals Flip, hebben reuzenstaarten gekregen. Gobelijn vermoedt dat de mensen staarten kregen doordat het staartgroeimiddel hun staartbeentje liet groeien. Uit vrees voor een epidemie wordt het dorp voor de buitenwereld afgesloten, maar de gewone gang van het leven gaat ondertussen verder. Jommeke en zijn vrienden ontmoeten er tal van dorpsbewoners die zich amuseren of iets grappigs beleven met hun staart. Opmerkelijk is dat Jommeke, Filiberke, Pekkie, professor Gobelijn en Jommekes moeder Marie niet getroffen zijn. Zij hebben blijkbaar geen leidingwater gedronken.
Professor Gobelijn is ondertussen op zoek naar een middel tegen het staartgroeimiddel. Tegelijk vindt hij ook een anti-zwaartekrachtpoeder uit. Jommeke en Filiberke besluiten het anti-staarmiddel in de waterleiding te gooien, maar opnieuw vergist Gobelijn zijn, waardoor het anti-zwaartekrachtpoeder gebruikt wordt. Meteen beginnen alle bewoners in de lucht rond te zweven. Ook Theofiel, Marie en Flip worden getroffen. Na enkele dagen is het anti-zwaartekrachtpoeder uitgewerkt. Kort daarop wordt het juist anti-staartmiddel in de waterleiding gegooid. De mensen van het dorp verliezen kort daarop hun staart, waarna ze allemaal in de vuilnisbakken belanden. Het verhaal eindigt wanneer Marie ossenstaartsoep maakt en Flip afsluit met de spreuk en dat is dan het staartje van het verhaal.

## Achtergronden bij het verhaal
- Het staartendorp is het eerste verhaal waarbij een uitvinding van professor Gobelijn centraal staat en Zonnedorp op stelten zet. Deze verhaallijn zal in de toekomst nog regelmatig voorkomen. Bijna altijd zal Jommeke van de uitwerking van Gobelijns uitvindingen gespaard blijven. Zijn vader is dan weer altijd een van de eerste slachtoffers. Zijn moeder kreeg in het verhaal geen staart, omdat dit niet paste in het beeld van de moeder van het hoofdpersonage. Aan het onschuldigere anti-zwaartekracht ontsnapte ze echter niet.
- Een opmerkelijke passage in het verhaal is de vader die met zijn staart zijn zoon een pedagogische tik geeft. In de jaren 1960 was dit nog gemeengoed, hoewel Jommeke het een minder uitmuntend gebruik van de staart noemt.